# Subantarctia penara
Subantarctia penara är en spindelart som beskrevs av Forster och Norman I. Platnick 1985. Subantarctia penara ingår i släktet Subantarctia och familjen Orsolobidae. Inga underarter finns listade i Catalogue of Life.